# Szarka Adrienn
Szarka Adrienn (Kiskunhalas, 1991. június 28. –) női kézilabdázó, jelenleg a Fehérvár balszélsője.

## Karrierje
A Soltvadkertről származó balszélső a helyi Soltvadkerti TE-ben kezdett kézilabdázni, majd 2006-ban Kiskunhalasra került, és 2010-ig játszott a Kiskunhalas NKSE-ben. Utóbbi csapattal 2009-ben bronzérmes lett a Magyar Kupában.

### Ferencvárosi TC
2010-től a Ferencváros csapatát erősíti. Csapatával megnyerte 2010/11-es Kupagyőztesek Európa Kupáját, majd a következő évben megvédte azt. A magyar bajnokságban bronz-, illetve ezüstérmet szerzett, majd 2015-ben tagja volt a bajnokságot megnyerő csapatnak.

## Sikerei, díjai
- Bajnokság:
  - győztes: 2014-15
  - ezüstérmes: 2011–12, 2012–13, 2013–14, 2015–16
  - bronzérmes: 2010–11
- Magyar kupa:
  - győztes: 2016-17
  - ezüstérmes: 2012–13, 2013–14, 2014–15
  - bronzérmes: 2008-09
- EHF-kupagyőztesek Európa-kupája:
  - győztes: 2010-11, 2011-12

## Egyéb
Nagynénje Szarka Éva válogatott kézilabdázó, aki korábban ugyancsak a Ferencvárosban szerepelt. A Fradinál visszavonultatott 4-es számú mezét átengedte unokahúgának, így Szarka Adrienn is ezt a számot viseli.